# 德国苏占区
德国苏占区（德語：SBZ, Sowjetische Besatzungszone）是1945年第二次世界大战结束以后苏联在原納粹德國领土上成立的占领区，至1949年10月7日德意志民主共和国成立时停止存在，是同盟國軍事佔領德國时期的四个军事占领区之一。
根据《波茨坦协定》，驻德苏联军事管理委员会拥有德国苏占区的最高权力。1945年成立的苏占区位于普鲁士中部，1947年同盟国废除普鲁士后，苏联将德国苏占区的领土划分为梅克伦堡、布蘭登堡、薩克森、萨克森-安哈尔特和圖林根五个州，并在1949年10月7日在这五个州上成立了德意志民主共和国。

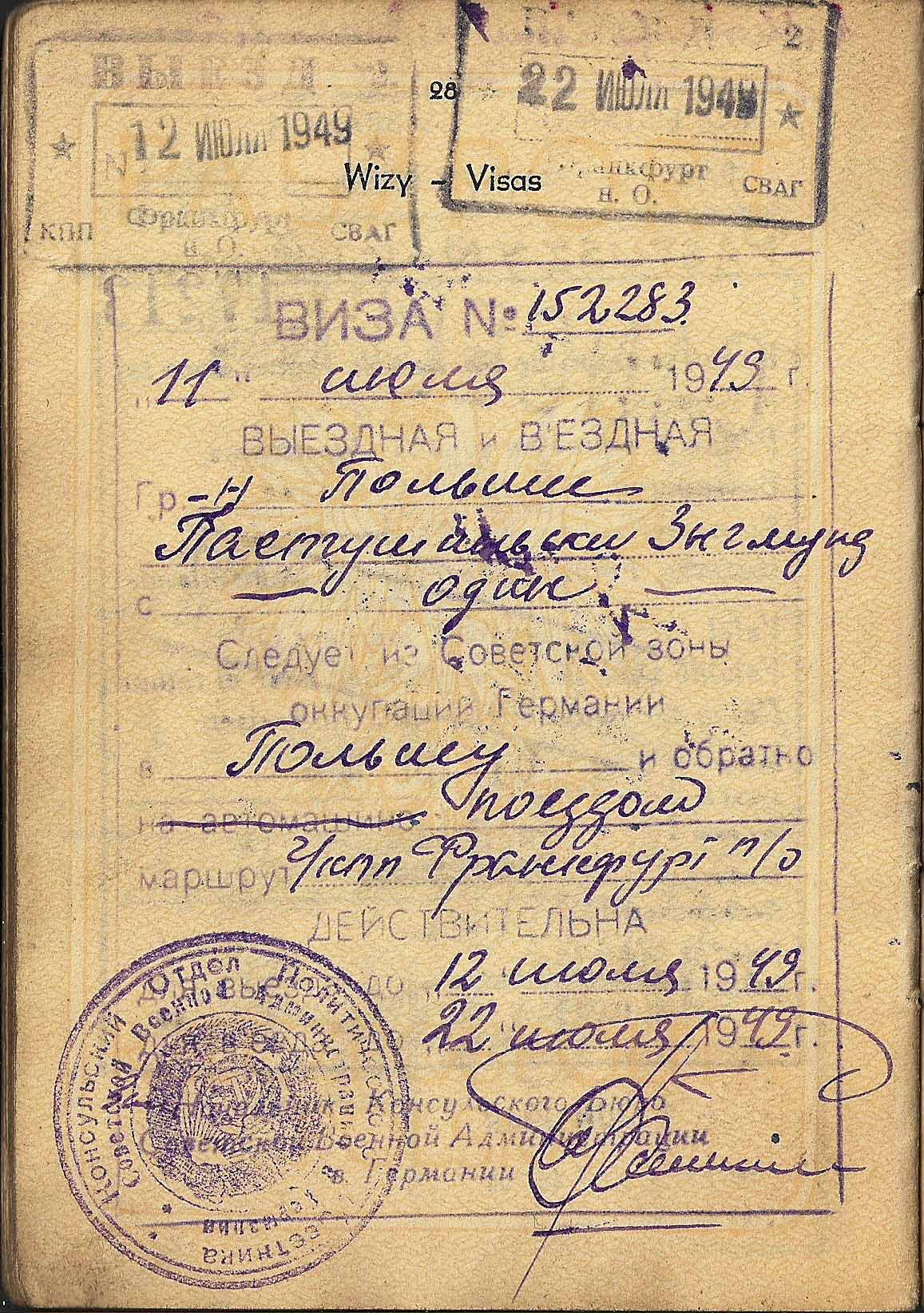
1949年德国苏占区去往波兰的签证